# Paolo Ceriani Sebregondi
Il conte Paolo Ceriani Sebregondi (1947) è un terrorista italiano che è stato membro delle Formazioni comuniste combattenti.

## Famiglia
La famiglia Sebregondi è originaria di Domaso sul lago di Como; il capostipite è con ogni probabilità Gherardino, giudice di Domaso nel 1220, i cui discendenti, nel 1399, ottengono particolari esenzioni con lettera ducale di Gian Galeazzo Visconti. Si divide poi in più rami: uno passa a Roma, un altro si stabilisce in Valtellina e viene decorato del titolo di conte nel 1598; il ramo tuttora fiorente è quello da cui proviene Nicolò Sebregondi, architetto di Corte del duca di Mantova, ingegnere e matematico e da cui discende direttamente Giambattista (1566-1667), podestà di Colico, regio ducale delegato e fondatore in Colico di un canonicato di giuspatronato della famiglia. Tra i figli di Giambattista si ricordano qui Giacomo Antonio (1642-1718) che trasferisce il domicilio della sua famiglia in Como, ove costruisce il palazzo in S. Bartolomeo, vicino a quello dei Volta e fonda una cappellania nella cattedrale. Egli accumula un'ingente sostanza. Degno di nota è poi il nipote di Giacomo Antonio, Giuseppe Maria (1792-1861), inviato straordinario per il viceré Eugenio di Beauharnais presso Papa Gregorio XVI, viene creato conte nel 1836 con titolo confermato dal Governo austriaco. Dalle nozze di Giuseppe Maria con Camilla del conte Francesco Barbiano di Belgioioso, nasce Francesco Maria che sposa Luisa del conte Carlo Tinelli già vedova Ceriani; non avendo discendenza da Luisa, Giuseppe Maria adotta il di lei figlio, Luigi Ceriani, al quale viene concesso il titolo di conte nel 1887.

## Biografia
Figlio di Giorgio Ceriani Sebregondi, professore di Economia e membro della Resistenza nelle file dei partigiani cattolici nonché componente del Comitato di Liberazione Nazionale e di Fulvia Dubini, anch'essa attiva nella Resistenza e arrestata nel gennaio del 1944 a Milano per aver diffuso opuscoli clandestini. Laureato in Fisica con 110 e lode eredita dalla famiglia anche la passione per l'attività politica, che lo porterà a mettere a disposizione la sua villa romana sull'Aventino come sede dell'Unione marxista leninista e successivamente a trasferirsi in una piccola abitazione della Magliana, dove continua a svolgere attività politica, fino ad avvicinarsi alla lotta armata.
L'11 novembre 1978, tre giorni dopo l'uccisione del giudice Calvosa, viene gravemente ferito e arrestato dai Carabinieri nei pressi della stazione ferroviaria di Latina, in località Latina Scalo, mentre sta recuperando una Fiat 131 che è stata usata per l'agguato. Inizialmente viene condannato all'ergastolo per l'omicidio del giudice Calvosa, del suo autista Luciano Rossi e dell'agente di scorta Giuseppe Pagliei. Il 24 maggio 1980, segando le sbarre di una finestra, evade dal centro clinico del carcere di Parma, dove era ricoverato per i postumi dello scontro a fuoco avuto con i Carabinieri. Nonostante la fuga dal carcere viene successivamente assolto dall'accusa di omicidio per insufficienza di prove.
Viene però condannato in via definitiva per concorso morale nell'uccisione, avvenuta il 5 gennaio 1978, dell'ex Maggiore dei Carabinieri Carmine De Rosa, in quel momento responsabile dei servizi di sicurezza dello stabilimento Fiat di Cassino.
Nel maggio del 1987, dopo anni di latitanza, viene arrestato su richiesta delle autorità italiane a Parigi, dove vive in Rue Diderot 3 (nella zona residenziale di Asnieres) con i due figli (all'epoca una bimba di 10 anni, Giorgia, e un maschio di 4 anni) e la compagna Paola De Luca, anch'essa coinvolta in varie accuse, condanne e assoluzioni per partecipazione a banda armata. Insieme alla coppia vengono arrestati anche Vincenzo Olivieri, al momento dell'arresto condannato a 17 anni per banda armata nel processo per il rapimento di Ciro Cirillo, e Guglielmo Marzocchi.
In un primo tempo la Corte d'appello di Versailles accoglie la richiesta italiana di estradizione, ma successivamente questa viene negata dalla Corte di cassazione francese.
Nell'anno 2004 risulta fra i docenti di un liceo di Parigi.
Risulta ancora latitante e residente a Parigi.
Anche il fratello Stefano Ceriani Sebregondi, coinvolto nella lotta armata, ha passato anni di latitanza in Brasile.